# 牛津 (印第安納州)
牛津（英語：Oxford）是位於美國印地安納州本頓縣的一個城鎮。

## 地理
牛津的座標為40°29′20″N 87°14′59″W / 40.48889°N 87.24972°W，而該地最高點為海拔高度225米（即737英尺）。

## 人口
根據2010年美國人口普查的數據，牛津的面積為1.40平方千米，皆為陸域。當地共有人口1,162人，而人口密度為每平方千米830人。